# 分一
分一（ぶいち）とは、江戸時代に小物成などの形式で徴収した雑税のこと。

## 歴史
江戸時代、農業以外の商業・林業・工業で獲得した売上あるいは収穫の「何分の一」かを徴収した。その後、本来は分一とは関係のない冥加金や運上金にも用いられて「分一冥加」・「分一運上」などの名称も生じた。
明治維新後の1872年に廃止された。余りにも数が多すぎて煩雑になり過ぎた為である。

## 代表的な分一
- 市場の売上の1/20もしくは1/30を徴収した市売分一（いちうりぶいち）
- 鰯の漁獲売上に対する1/20を徴収した鰯分一（いわしぶいち）
- 鯨の捕獲による利益（漁獲なら1/20・漂着なら2/3など）に課した鯨分一（くじらぶいち）
- 伐採した材木の売却額に対してかけた請山分一（うけやまぶいち）

他にも魚漁（一般の漁業）や釣（による漁獲）、楮や茶（の販売）、酒造（酒の醸造）、売家（家屋の売却）など多様なケースに採用された。

## 船舶に対する分一
- 主要河川における一種の通行税。船で商品を輸送する場合に商品額に対して何分の一かを徴収する。
- 難破船の積荷回収の謝礼。積荷を引揚または確保して持ち主に返却した場合、その何分の一かを支払う。海底や湖底などに沈んだ荷は1/10。海岸に漂着あるいは河川に沈んでいた荷は1/20。河川上を漂流あるいは浅瀬に乗り上げた荷は1/30。